# 费济时
費濟時蒙席（Msgr. Eugene Fahy, SJ；1911年8月31日—1996年8月）是美國籍耶稣会会士，曾任天主教扬州监牧区宗座监牧（1951年2月9日-1983年），同時為輔仁大學在台復校後法管學院的主要創始人、以及第一任院務長。

## 生平
1911年8月31日，费济时出生在美国加利福尼亚旧金山。1934年加入耶穌會，1945年5月19日晋升為神父。赴中国传教。1951年2月9日（39岁）由教廷任命为扬州宗座监牧 。同年8月18日被驱逐出中国大陆 ，隨後來到台灣之後一直被尊稱為費濟時主教（實際上成為宗座監牧者不一定都會成為主教）。他年輕力壯又為美籍，當時較易獲得經濟支援。在他的領導下，新竹縣市曾經一度成了耶穌會士開墾的園地。五十年前，新竹客家人地區，民眾大多貧困，教友人數很少。耶穌會士在大陸被逐之後，自己也親身體驗貧窮人的痛苦；很快便把新竹看作自己的家，便在新竹市創立聖母聖心主教座堂（北大堂）、學生活動中心與會士住院。1963年起，擔任輔仁大學法管學院（耶穌會單位）的首任院務長，至1971年卸任。1983年（71歲）退休。1996年8月辭世，享年84歲。
輔仁大學為紀念費濟時，將1999年落成的新社會科學圖書館（現總圖書館）兼耶穌會會院大樓命名為「濟時樓」。

## 臺灣時期
- 民國四十七年，創立新竹縣北埔鄉北埔天主堂。
- 民國五十年九月，創辦新竹市天主教私立曙光國小。初聘請聖神會修女協助校務，五十三年完全交由聖神會修女接辦。首任校長由曙光女中校長姚景如修女兼任。
- 民國五十二年三月，輔仁大學擔任法學院院務長。
- 民國五十二年，耶穌孝女會安秀貞修女與費濟時蒙席，決定籌款建新北市迴龍聖威廉天主堂。
- 民國五十三年三月，在台主持的第一台主日彌撒在日式老屋舉行。費濟時蒙席主持新北市迴龍聖威廉天主堂聖堂破土典禮，耶穌孝女會安秀貞修女和丁德貞修女開始為漢生病（痲瘋病）病友服務。
- 民國六十年六月，辭輔仁大學董事一職。
- 民國六十八年十二月，輔仁大學頒贈費濟時名譽文學博士學位。